# Brüder Flub
Brüder Flub (englischer Originaltitel: The Brothers Flub) ist eine amerikanische Zeichentrickserie von Dan Danko und Tom Mason, die im Jahr 1997 produziert wurde.

## Handlung
In der Zeichentrickserie geht es um zwei sich ständig streitende Brüder namens Fraz und Guapo Flub, die Paketzustellungen für ihren Auftraggeber, RetroGrade A Fracht und Transporte, erledigen. Jeden Tag fliegen sie mit ihrem Raumschiff zu den verschiedensten Planeten, um den Leuten ihre bestellten Pakete zu bringen. Dabei liefern sie alles aus, was man nur irgendwie transportieren kann, und befreien sich aus jeder noch so ausweglos wirkenden Situation.

## Charaktere
Fraz u. Guapo Flub
Fraz und Guapo Flub sind die Hauptfiguren der Serie. Egal, was sie tun, sie finden immer einen Grund zum Streiten, sind sie doch sehr unterschiedlich. Fraz ist eher der Typ, der einfach nur entspannt seinen Job machen will. Doch das klappt meistens nicht, weil sein Bruder Guapo ihm immer wieder auf verschiedenste Weise auf die Nerven geht und er sich darüber immer schnell aufregt. Außerdem wird er in manchen Situation schnell panisch und denkt bei jedem kleinen Zwischenfall, das Verhängnis sei hinter ihm her.
Guapo hingegen sieht alles immer etwas gelassener und macht sich auch manchmal nichts aus der schlechten Lage, in der die beiden stecken. Er geht alles immer ein wenig spielerischer an, ist auch sonst fast immer gut gelaunt und weiß sich selbst bei Laune zu halten. Doch seine Lieblingsbeschäftigung ist, seinen älteren Bruder Fraz zu nerven.
Tarara Boomdeeyay
Mizz Boomdeeyay ist die dominante Chefin der Kuriere von RetroGrade. Doch behandelt sie sie nicht wie ihre Angestellten, sondern eher wie ihre Sklaven. Sie gibt ihnen keinen einzigen Tag frei und schreit sie nach Herzenslust und wie es ihr gerade passt an. Das wahrscheinlich einzige, was sie liebt und jemals geliebt hat, ist ihr Geld, was sie verdient.
Valerina
Valerina ist wie Fraz und Guapo auch eine ganz normale Kurierin. Doch im Gegensatz zu ihren Arbeitskollegen ist sie wohl die einzige, die gute Manieren hat. Außerdem träumt sie davon, einmal eine große Opernsängerin zu werden. Doch heute klingt ihre Stimme noch eher ohrenbetäubend.
Großkopf-Konrad
Großkopf-Konrad hat einen ziemlich großen Kopf und ist der Inspektor von RetroGrade, der hin und wieder mal vorbeischaut, um zu sehen ob alles noch in Ordnung ist und nach den Vorschriften läuft.

## Veröffentlichung
Die Serie wurde 1997 bis 1999 von Sunbow Productions in Kooperation mit Ravensburger produziert, Regie führten Keith Kaczorek und Mitch Schauer. Die Musik komponierte Nathan Wang. Die Sprecher der englischen Fassung sind Nick Bakay und Richard Steven Horvitz. Die Erstausstrahlung fand vom Januar 1999 bis 2000 beim amerikanischen Sender Nickelodeon statt. 1999 erschienen acht Folgen auf zwei VHS-Kassetten.
In Deutschland wurde sie erstmals vom 25. April bis zum 9. Juli 2000 bei Super RTL gezeigt, später bei Das Vierte, Junior und Your Family Entertainment. Die Serie wurde auch ins Niederländische übersetzt.